# Odo I de Blois
Odo I (Eudes) (n. cca. 950 – d. 12 martie 996) a fost conte de Blois, Chartres, Reims, Provins, Châteaudun și Omois.
Odo era fiul contelui Theobald I de Blois cu Luitgarda, fiică a contelui Herbert al II-lea de Vermandois. El a dobândit titlul de conte palatin, care era tradițional în familia sa, din partea regelui Lothar al Franței.
Ca și rudele sale prin alianță, conții de Vermandois, el s-a menținut credincios față de Dinastia Carolingiană în disputa cu Capețienii. Ca urmare a războiului dintre tatăl său și arhiepiscopul Odalric de Reims, pentru castelul de Coucy, Odo a primit castelul de la arhiepiscop.
În anii '70 ai secolului al X-lea, în cadrul războaielor pentru controlul asupra Ducatul de Bretania, Odo a supus comitatul de Rennes, ducele Conan I de Bretania confirmând drepturile familiei sale asupra regiunii. În jurul lui 977, tatăl său a murit și Odo a succedat în posesiunile acestuia.
În 988, Odo l-a susținut pe ducele Carol de Lorena în operațiunea de capturare a Laonului. În 991, el i-a abandonat pe lotharingieni la Dreux și a asediat Melun, care aparținea lui Bouchard cel Venerabil, vasal al lui Hugo Capet. Ugo, împreună cu ducele Richard I de Normandia și cu contele Fulc Nerra, și-au unit forțele împotriva lui Odo, care a fost astfel nevoit să ridice asediul început.
În jur de 995, Odo a început un război contra lui Fulc Nerra, care se afla deja în stare de război cu Conan de Bretania. Odo s-a aliat cu cumnatul său, ducele Guillaume al IV-lea de Aquitania și cu contele Balduin al IV-lea de Flandra. Chiar și fostul său oponent, Richard I de Normandia s-a raliat războiului împotriva lui Fulc. În iarna dintre 995 și 996, ei au asediat Langeais, însă Odo s-a îmbolnăvit și a fost dus la mănăstirea de Marmoutier din Tours, unde a murit la 12 martie 996.

## Familia
Odo a fost căsătorit (cca. 983) cu Bertha de Burgundia, fiică a regelui Conrad al Burgundiei cu Matilda de Franța. cu care a avut următorii copii:
- Robert (d. între 980 și 996)
- Theobald (n. cca. 985–d. 1004), care i-a succedat în poziția de conte de Blois
- Odo (cca. 990–d. 1037), devenit ulterior conte de Blois
- Thierry (d. 996)
- Agnes, căsătorită cu vicontele Guy de Thouars
- Roger